# Regional Preferente de La Rioja 2003-04
La temporada 2003-04 de Regional Preferente de La Rioja era el quinto y último nivel de las Ligas de fútbol de España para los clubes de La Rioja, por debajo de la Tercera División de España.

## Sistema de competición
Un único grupo con los 22 equipos se enfrentarían a doble vuelta, una vez en casa y otra en el campo del equipo rival, todos contra todos.
Al final de esta temporada, el grupo XV de Tercera División se desdoblaría en dos subgrupos, el XVa para equipos navarros y el XVb para equipos riojanos. Esta situación provocó que hubiera numerosas plazas vacantes en el nuevo grupo XVb propiciando que hubiera un número muy alto de plazas de ascenso, hasta diez, para completar un grupo de 16 equipos pertenecientes a la Federación Riojana de Fútbol.
Los equipos que se clasificaran en los nueve primeros puestos ascenderían directamente a Tercera División, exceptuando filiales que ya dispongan de un equipo en la categoría inmediatamente superior. Además, el décimo clasificado jugaría una promoción en eliminatoria a ida y vuelta contra el último riojano clasificado en el grupo XV de Tercera.
Si ascendieran desde el grupo XV de Tercera División más equipos riojanos de los que descendieran desde Segunda B, habría más plazas de ascenso, que obtendrían los siguientes clasificados.
Finalmente, ningún equipo riojano logró el ascenso desde Tercera, y sí hubo un descenso desde Segunda B, el del C. D. Calahorra. Además, el C. D. Logroñés fue descendido por impagos a Tercera, y el Haro Deportivo ocupó su lugar en Segunda B, aunque esto no afectó a las plazas de ascenso desde Regional Preferente.
La promoción de ascenso se disputó entre el C. C. D. Alberite y C. D. Berceo, ganándola este último y consiguiendo el ascenso.

## Clasificación[1]
| Pos. | Equipo                       | Pts. | PJ | G  | E  | P  | GF  | GC  | Dif. |                                              |
| ---- | ---------------------------- | ---- | -- | -- | -- | -- | --- | --- | ---- | -------------------------------------------- |
| 1    | C. At. River Ebro (C, A)     | 93   | 42 | 27 | 12 | 3  | 87  | 28  | +59  | Ascenso directo a Tercera                    |
| 2    | A. D. Fundación Logroñés (A) | 92   | 42 | 29 | 5  | 8  | 94  | 37  | +57  | Ascenso directo a Tercera                    |
| 3    | C. D. Arnedo (A)             | 86   | 42 | 25 | 11 | 6  | 101 | 51  | +50  | Ascenso directo a Tercera                    |
| 4    | S. D. Oyonesa (A)            | 84   | 42 | 25 | 9  | 8  | 79  | 42  | +37  | Ascenso directo a Tercera                    |
| 5    | C. P. San Cosme (A)          | 78   | 42 | 23 | 9  | 10 | 89  | 51  | +38  | Ascenso directo a Tercera                    |
| 6    | C. D. Villegas (A)           | 76   | 42 | 21 | 13 | 8  | 81  | 45  | +36  | Ascenso directo a Tercera                    |
| 7    | Náxara C. D. (A)             | 75   | 42 | 21 | 12 | 9  | 82  | 56  | +26  | Ascenso directo a Tercera                    |
| 8    | C. D. Anguiano (A)           | 74   | 42 | 23 | 5  | 14 | 90  | 60  | +30  | Ascenso directo a Tercera                    |
| 9    | Valvanera C. D. (A)          | 72   | 42 | 20 | 12 | 10 | 73  | 42  | +31  | Ascenso directo a Tercera                    |
| 10   | C. D. Berceo (A)             | 72   | 42 | 21 | 9  | 12 | 72  | 43  | +29  | Promoción de ascenso a Tercera               |
| 11   | C. D. Cenicero               | 66   | 42 | 19 | 9  | 14 | 93  | 62  | +31  |                                              |
| 12   | Yagüe C. F.                  | 66   | 42 | 18 | 12 | 12 | 80  | 61  | +19  |                                              |
| 13   | C. F. Rápid                  | 62   | 42 | 17 | 11 | 14 | 68  | 46  | +22  |                                              |
| 14   | C. D. Tedeón                 | 44   | 42 | 11 | 11 | 20 | 47  | 74  | −27  |                                              |
| 15   | Peña Balsamaiso C. F.        | 44   | 42 | 12 | 8  | 22 | 64  | 82  | −18  | El club no compite en la siguiente temporada |
| 16   | Casalarreina C. F.           | 35   | 42 | 9  | 8  | 25 | 58  | 115 | −57  |                                              |
| 17   | C. At. Vianés                | 34   | 42 | 8  | 10 | 24 | 49  | 107 | −58  |                                              |
| 18   | C. D. La Calzada             | 31   | 42 | 8  | 7  | 27 | 43  | 91  | −48  |                                              |
| 19   | C. D. Bañuelos               | 30   | 42 | 6  | 12 | 24 | 43  | 83  | −40  |                                              |
| 20   | A. D. Universidad La Rioja   | 28   | 42 | 6  | 10 | 26 | 45  | 96  | −51  |                                              |
| 21   | C. D. San Lorenzo            | 26   | 42 | 7  | 5  | 30 | 52  | 113 | −61  |                                              |
| 22   | C. F. Laguardia              | 16   | 42 | 4  | 4  | 34 | 34  | 139 | −105 |                                              |

 Fuente: www.futbol-regional.es

## Promoción de ascenso
| Equipo 1     | Agr. | Equipo 2          | Ida | Vuelta |
| ------------ | ---- | ----------------- | --- | ------ |
| C. D. Berceo | 2-1  | C. C. D. Alberite | 2-1 | 0-0    |

| Ida; 26 de junio de 2004 | C. D. Berceo | 2-1 | C. C. D. Alberite |  |  |

| Vuelta; 30 de junio de 2004 | C. C. D. Alberite | 0-0 (Global 1-2) | C. D. Berceo |  |  |

| Asciende el C. D. Berceo |